# Morphodexia clausa
Morphodexia clausa là một loài ruồi trong họ Tachinidae.